# Jurij Bizjak
Jurij Bizjak (Zolla, 22 febbraio 1947) è un vescovo cattolico sloveno, dal 29 novembre 2024 vescovo emerito di Capodistria.

## Biografia
Jurij Bizjak è nato a Zolla il 22 febbraio 1947 ed è il maggiore di quattro figli.

### Formazione e ministero sacerdotale
Ha frequentato le prime cinque classi delle scuole elementari a Zolla e le ultime tre ad Aidussina. Ha frequentato il liceo classico presso il seminario di Vipacco dal 1961 al 1965. È poi entrato nel seminario maggiore di Lubiana e dal 1965 al 1971 ha studiato filosofia e teologia presso la Facoltà di teologia dell'Università di Lubiana laureandosi nel 1972.
Il 29 giugno 1971 è stato ordinato presbitero per la diocesi di Capodistria a Logu pri Vipavi. In seguito è stato vicario parrocchiale a Sežana per alcuni mesi dal 1971 al 1972; vicario parrocchiale a Ilirski Bistrici dal 1972 al 1975 e amministratore parrocchiale di Planini e Ustjah dal 1975 al 1976. Nel 1976 è stato inviato a Roma per studi. Ha conseguito la licenza in teologia biblica presso il Pontificio Istituto Biblico e nel 1983 ha ottenuto il dottorato nella stessa disciplina presso la Pontificia università urbaniana con una dissertazione sul Libro dei Proverbi intitolata: "Sporni pregovori". Tornato in patria è stato direttore spirituale del seminario minore di Vipava dal 1983 al 1997; professore di Sacra Scrittura presso la Facoltà di teologia dell'Università di Lubiana dal 1983 al 1997; assistente spirituale nella parrocchia di Šturje e direttore spirituale del seminario maggiore di Lubiana dal 1997 al 2000.
Nell'anno accademico 1990-1991 si è trasferito a Gerusalemme per studiare archeologia biblica e storia biblica.
Per dieci anni è stato membro di un gruppo del esperti che hanno preparato la traduzione slovena standard della Bibbia. Bizjak ha tradotto in modo indipendente alcuni libri dell'Antico Testamento. Nel 1989 la sua traduzione del Libro di Giobbe con brevi introduzioni e note è stata pubblicata da Ognjišče.
Ha pubblicato diversi articoli e tenuto una serie di conferenze in vari corsi.

### Ministero episcopale
Il 13 maggio 2000 papa Giovanni Paolo II lo ha nominato vescovo ausiliare di Capodistria e titolare di Gergi. Ha ricevuto l'ordinazione episcopale il 5 luglio successivo nella cattedrale dell'Assunta e di San Nazario a Capodistria dal vescovo di Capodistria Metod Pirih, co-consacranti l'arcivescovo metropolita di Lubiana Franc Rodé e il vescovo di Maribor Franc Kramberger.
Il 26 maggio 2012 papa Benedetto XVI lo ha nominato vescovo di Capodistria.
Nel gennaio del 2008 e nel marzo del 2018 ha compiuto la visita ad limina.
Il 29 novembre 2024 papa Francesco ha accolto la sua rinuncia, presentata per raggiunti limiti di età, al governo pastorale della diocesi di Capodistria; gli è succeduto Peter Štumpf, fino ad allora vescovo di Murska Sobota.
Conosce lo sloveno, l'italiano, il tedesco, il francese, l'inglese, lo spagnolo, l'ebraico, il greco e il latino.

## Genealogia episcopale
La genealogia episcopale è:
- Cardinale Scipione Rebiba
- Cardinale Giulio Antonio Santorio
- Cardinale Girolamo Bernerio, O.P.
- Arcivescovo Galeazzo Sanvitale
- Cardinale Ludovico Ludovisi
- Cardinale Luigi Caetani
- Cardinale Ulderico Carpegna
- Cardinale Paluzzo Paluzzi Altieri degli Albertoni
- Papa Benedetto XIII
- Papa Benedetto XIV
- Papa Clemente XIII
- Cardinale Bernardino Giraud
- Cardinale Alessandro Mattei
- Cardinale Pietro Francesco Galleffi
- Cardinale Giacomo Filippo Fransoni
- Cardinale Carlo Sacconi
- Cardinale Edward Henry Howard
- Cardinale Mariano Rampolla del Tindaro
- Cardinale Rafael Merry del Val y Zulueta
- Arcivescovo Anton Bauer
- Arcivescovo Josip Antun Ujcić
- Arcivescovo Gabriel Bukatko
- Vescovo Janez Jenko
- Vescovo Metod Pirih
- Vescovo Jurij Bizjak

## Araldica
| Stemma | Descrizione |
| ------ | --- |
|        | Lo stemma è diviso orizzontalmente in due sezioni. La metà superiore raffigura una stella di Betlemme oro su campo azzurro mentre la metà inferiore contiene una fortezza argento su campo nero. La stella di Betlemme è menzionata nel Vangelo secondo Matteo: "Gesù nacque a Betlemme di Giudea, al tempo del re Erode. Alcuni Magi giunsero da oriente a Gerusalemme e domandavano: «Dov'è il re dei Giudei che è nato? Abbiamo visto sorgere la sua stella, e siamo venuti per adorarlo" (Matteo 2,1-2) e "Udite le parole del re, essi partirono. Ed ecco la stella, che avevano visto nel suo sorgere, li precedeva, finché giunse e si fermò sopra il luogo dove si trovava il bambino. Al vedere la stella, essi provarono una grandissima gioia" (Matteo 2,9-10). Un canto sloveno per l'Epifania recita: "Oggi la stella ha portato alla mangiatoia". Altre stelle sono conosciute per mostrare direzioni e percorsi costanti. I tre Re Magi ci indicano la via verso il Re dei Re e il Signore degli Eserciti, che "è per noi un rifugio e una forza" (Salmi 46,1) e "[...] il mio benefattore e la mia fortezza" (Matteo 144,2). La fortezza è prima di tutto un simbolo del Signore, spesso raffigurato nella Bibbia come un luogo fortificato e sicuro dove il povero si rifugia nella fiducia. La fortezza poi è un simbolo della Beta Vergine Maria che nelle litanie viene invocata come "Torre di Davide", "Torre d'Avorio" e "Casa d'Oro". La fortezza è anche un simbolo della Chiesa, edificata sulla pietra e le porte degli inferi non prevarranno contro di essa. La fortezza è un simbolo della Gerusalemme celeste che nel Libro dell'Apocalisse è descritta come una città fortificata. Quindi la fortezza è un simbolo della capitale di Davide, Gerusalemme, che storicamente è la madre di tutte le Chiese. Infine, la fortezza rappresenta anche il paese natale del vescovo, Zolla, anticamente sede di una dogana. L'ingresso ad arco della fortezza ricorda anche il nome che l'insediamento aveva prima che gli venisse dato il nome attuale, Podvelb. La fortezza è anche un simbolo di forza e coraggio, quindi illustra bene il motto del vescovo "Pogum vse ljudstvo v deželi" che significa "Coraggio, tutte le persone della terra!" (Ag 2,4). Lo stemma è completato con gli ornamenti esterni che sono una croce processionale episcopale d'oro, posta dietro allo scudo e che si estende sopra e sotto lo stesso e un cappello ecclesiastico chiamato galero, con sei nappe in tre file su entrambi i lati dello scudo. Queste sono le insegne araldiche di un prelato del grado di vescovo come da disposizione della Santa Sede del 31 marzo 1969. |